# 3630 Lubomir
3630 Lubomir је астероид главног астероидног појаса са пречником од приближно 15,8 .
Афел астероида је на удаљености од 3,334 астрономских јединица (АЈ) од Сунца, а перихел на 2,205 АЈ.
Ексцентрицитет орбите износи 0,203, инклинација (нагиб) орбите у односу на раван еклиптике 7,393 степени, а орбитални период износи 1684,147 дана (4,610 године).
Апсолутна магнитуда астероида је 12,5 а геометријски албедо 0,053.
Астероид је откривен 28. августа 1984. године.